# Vignory
Vignory là một xã trong tỉnh Haute-Marne, thuộc vùng Grand Est của nước Pháp, có dân số là 307 người (thời điểm 1999).

## Thông tin nhân khẩu
| 1962 | 1968 | 1975 | 1982 | 1990 | 1999 |
| ---- | ---- | ---- | ---- | ---- | ---- |
| 410  | 445  | 437  | 385  | 335  | 307  |